# Ein al-Beida
Ein al-Beida, en arabe : عين البيضا, est un village du gouvernorat de Tubas en Palestine, situé au nord-est de Naplouse, au nord de la Cisjordanie.
Selon le recensement du bureau central palestinien des statistiques, la localité compte une population de 1 138 habitants en 2017.